# Dispersão (óptica)

Um prisma triangular separa a luz branca nas cores componentes.

A dispersão óptica (chamada também de dispersão cromática por causa das diferentes cores associadas aos comprimentos de onda) é um resultado direto da refração e importantíssimo para o nosso cotidiano.
Esse fenômeno é, de certa forma, famoso por conta do arco-íris, que é o exemplo mais comum da dispersão cromática. Como visto na figura ao lado, um feixe de luz branca (formado por todas ou quase todas as cores) é separado em feixes de cores diferentes por causa da dispersão. O índice de refração é uma propriedade que muda de um meio para outro; logo, a dispersão cromática é mais acentuada em alguns materiais do que outros.

## Relações físicas
Uma das relações é a definição do índice de refração em um meio de propagação, que depende do comprimento de onda. Quanto menor for o comprimento de onda, maior será o índice de refração para a luz naquele meio. No vácuo, no entanto, o índice de refração é sempre 1, independente do comprimento de onda já que para todos eles a velocidade da luz será a mesma: {\displaystyle v=c}, sendo {\displaystyle c} a velocidade da luz no vácuo.

Modelo de dispersão da luz e mudança das velocidades.

O índice de refração {\displaystyle n} é dado por:
{\displaystyle n={\frac {c}{v}}}
na qual
- {\displaystyle n} é o índice de refração do meio;
- {\displaystyle c} é a velocidade da luz no vácuo;
- {\displaystyle v} é a velocidade de certo feixe de luz naquele meio em questão, que depende do comprimento de onda.

Outra relação física é a Lei de Snell-Descartes, que fornece a relação entre os ângulos de desvio (sempre medidos em relação à reta normal, perpendicular à interface no ponto em que ocorre a refração) e os índices de refração dos meios em questão. Ela é dada pela seguinte equação:
Obs: o ângulo de desvio é sempre medido em relação à normal; assim, um ângulo grande não necessariamente implica um desvio grande. Isso será visto logo mais, no primeiro caso de exemplo.
{\displaystyle n_{1}\sin \theta _{1}=n_{2}\sin \theta _{2}}
na qual
- {\displaystyle n_{1},n_{2}} são os índices de refração dos meios
- {\displaystyle \theta _{1},\theta _{2}} são os ângulos medidos em relação à normal.

É importante salientar que um ângulo de desvio grande não necessariamente implica um desvio grande, como é visto no primeiro exemplo a seguir.

## Exemplos
Como já citado antes, o exemplo mais clássico da dispersão cromática é o arco-íris. Para entender melhor, é analisado inicialmente o que acontece com um feixe de luz que contem as cores azul e vermelha. O comprimento de onda da cor azul é menor que o da cor vermelha, e são aproximadamente os extremos do espectro arco-íris. Nesta análise, vale ressaltar que:
- O feixe de luz branca está representado na cor cinza por causa do fundo da página, que também é branco; logo, um risco na mesma cor não seria visível;
- Em uma superfície refratora, nem toda a luz é refratada, pois uma parte desta luz também é refletida. Isso está representado nas figuras a seguir;
- Como apenas as cores cores azul e vermelha estão presentes na análise, define-se {\displaystyle \theta _{a}} como o ângulo que se refere ao desvio da cor azul, e {\displaystyle \theta _{v}} ao desvio da cor vermelha.

No primeiro caso, a luz branca está passando de um meio com um índice de refração menor para um maior: do ar para o vidro, por exemplo. Dessa forma, os raios de luz se aproximam da normal. Como a cor azul possui um comprimento de onda menor, o desvio sofrido pelo raio de luz azul é maior em relação ao raio incidente. No entanto, {\displaystyle \theta _{a}} não é maior que {\displaystyle \theta _{v}}.
Obs: a linha pontilhada no vidro é apenas uma representação da direção do feixe de luz incidente antes de sofrer o desvio.

No segundo caso, a luz branca está passando de um meio com um índice de refração maior para um menor: do vidro para o ar, por exemplo. Dessa forma, os raios de luz se afastam da reta normal. Assim como aconteceu no primeiro caso, a cor azul também sofre um desvio maior que a cor vermelha em relação ao raio incidente.
Logo, no caso do arco-íris, basta fazer essa análise com todas as cores do espectro visível. Por fim, para aumentar os efeitos da dispersão cromática, em geral é usado o prisma triangular de um material refrator (vidro, por exemplo), como foi exemplificado em uma das figuras deste artigo. Esse aumento é devido à dispersão que ocorre quando a luz penetra na superfície, e também quando ele deixa a superfície.